# Clan Asakura
El clan Asakura (朝倉氏 Asakura-shi?) era un linaje japonés descendientes del Príncipe Kusakabe (662-689), hijo del Emperador Temmu (631-686).
El clan Asakura era una línea de daimyō quienes, junto con el clan Azai, se opusieron a Oda Nobunaga durante el período Sengoku de la historia de Japón. Fueron derrotados por Nobunaga durante la Batalla de Anegawa de 1570 y eliminados definitivamente tres años después cuando el Ichijōdani fue tomado.

## Miembros Prominentes del clan Asakura
- Asakura Toshikage (1428-1481)
- Asakura Norikage (1474-1552)
- Asakura Takakage (1493-1546)
- Asakura Yoshikage (1533-1573)
- Asakura Kagetake (d. 1575)